# القرون العليا (الخبت)

تعديل مصدري - تعديل

القرون العليا هي إحدى قرى عزلة الظاهر بمديرية الخبت التابعة لمحافظة المحويت، بلغ تعداد سكانها 277 نسمة حسب تعداد اليمن لعام 2004.